# Murillo de Río Leza
Murillo de Río Leza település Spanyolországban, La Rioja autonóm közösségben. Murillo de Río Leza Agoncillo, Alberite, Logroño, Arrúbal, Galilea, Santa Engracia del Jubera, Lagunilla del Jubera, Ribafrecha és Villamediana de Iregua községekkel határos. Lakosainak száma 1665 fő (2024).

## Népesség
A település népessége az elmúlt években az alábbi módon változott:
| Lakosok száma | 1459 | 1267 | 1675 | 1781 | 1787 | 1709 | 1678 | 1629 | 1609 | 1665 |
|               | 2001 | 2004 | 2007 | 2009 | 2012 | 2014 | 2017 | 2019 | 2022 | 2024 |